# Gnejusz Korneliusz Dolabella
Gnaeus Cornelius Dolabella – rzymski konsul w roku 81 p.n.e. Zwolennik Sulli. Odniósł zwycięstwo nad Trakami. Gdy sprawował funkcję namiestnika Macedonii Cezar oskarżył go o zdzierstwa (uniewinniony).